# جودة الصوت
عادةً ما تكون جودة الصوت تقييمًا لدقة إخراج الصوت من جهاز إلكتروني. يمكن قياس الجودة بشكل موضوعي، كما هو الحال عند استخدام الأدوات لقياس الدقة التي ينتج بها الجهاز صوتًا أصليًا؛ أو يمكن قياسه بشكل شخصي، مثل عندما يستجيب المستمعون البشريون للصوت.

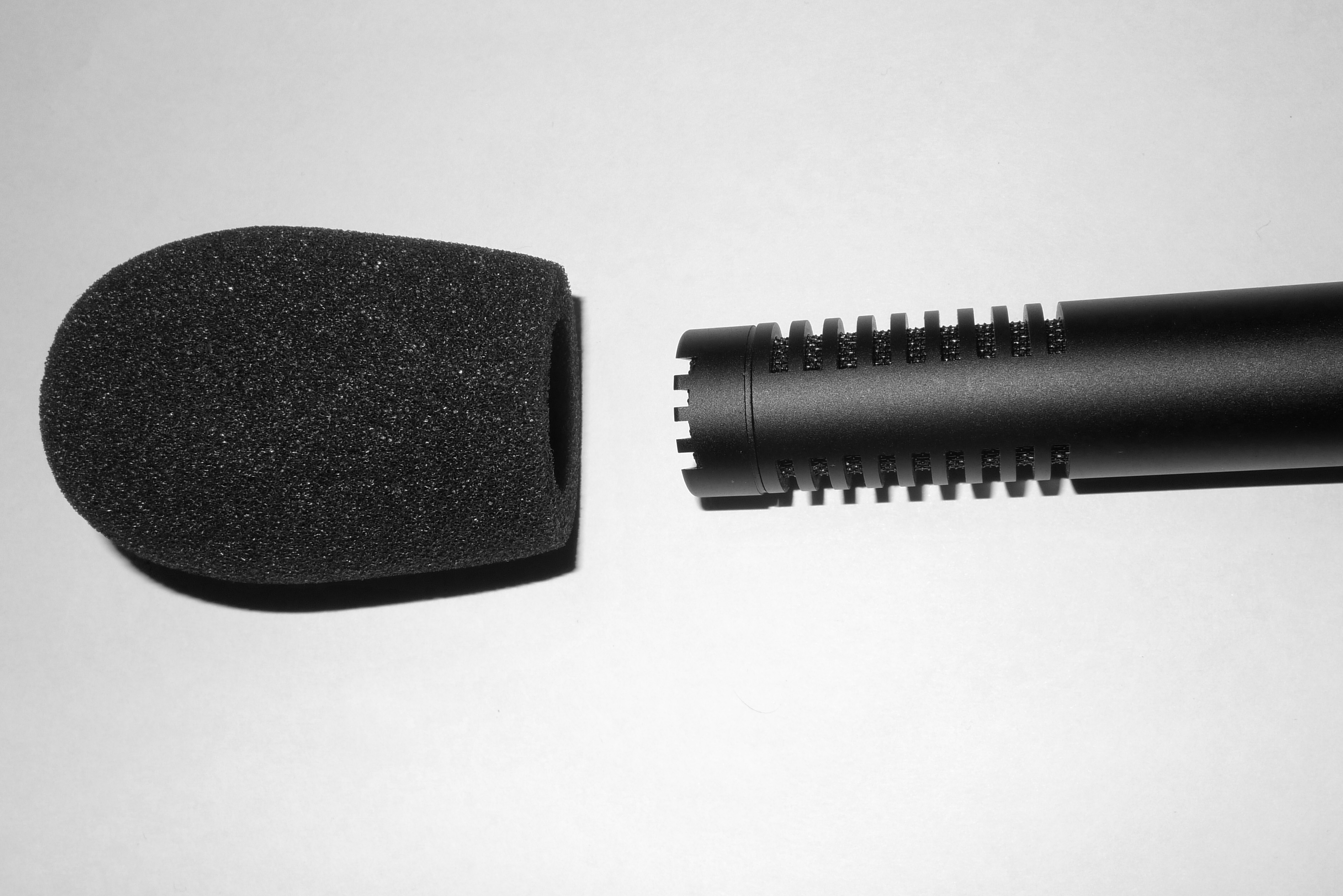
أغطية الميكروفون تساعد لتحسين جودة الصوت عن طريق تقليل ضوضاء الرياح.

تعتمد جودة الصوت للاستنساخ أو التسجيل على عدد من العوامل، بما في ذلك المعدات المستخدمة في ذلك، المعالجة والإتقان اللذين أُجريت للتسجيل، والأجهزة المستخدمة لإعادة إنتاجه ، بالإضافة إلى بيئة الاستماع المستخدمة لإعادة الإنتاج. في بعض الحالات ، يمكن تطبيق المعالجة مثل التعادل أو ضغط النطاق الديناميكي أو معالجة الاستريو على تسجيل لإنشاء صوت يختلف اختلافًا كبيرًا عن الصوت الأصلي ولكن قد يُنظر إليه على أنه أكثر قبولًا للمستمع. في حالات أخرى، قد يكون الهدف هو إعادة إنتاج الصوت بأكبر قدر ممكن من الصوت الأصلي.
عند تطبيقها على أجهزة إلكترونية معينة، مثل مكبرات الصوت أو الميكروفونات أو مكبرات الصوت أو سماعات الرأس، عادةً ما تشير جودة الصوت إلى الدقة، حيث توفر الأجهزة عالية الجودة إعادة إنتاج بدقة أعلى. عند تطبيقها على خطوات المعالجة مثل إتقان التسجيلات، قد تكون الدقة المطلقة ثانوية بالنسبة إلى الاهتمامات الفنية أو الجمالية. في حالات أخرى، مثل تسجيل أداء موسيقي حي، قد تشير جودة الصوت إلى الوضع المناسب للميكروفونات حول الغرفة لاستخدام صوتيات الغرفة على النحو الأمثل.